# 顧一讓
顧一讓（？—1626年），字仁当，號定泽，南直隶常州府宜兴县民籍。明朝政治人物。

## 生平
萬曆三十七年（1609年）己酉科应天府鄉試舉人，天啓二年（1622年）壬戌科進士。吏部观政，十一月授北直献县知县。五年调繁清丰县，六年卒。